# Eine lausige Hexe (Kinderbuchreihe)
Eine lausige Hexe (englisch The Worst Witch) ist eine britische Kinderbuchreihe von Jill Murphy, die im Original zwischen 1974 und 2013 in sieben Bänden veröffentlicht wurde. Sie wurde mindestens fünfmal verfilmt. Zwei Serien entstanden zwischen 1998 und 2002 und von 2017 bis 2020.

## Handlung
Die Hexe Mildred Hoppelt ist willig aber ungeschickt und ein wenig vom Pech verfolgt, daher ist sie die mit Abstand schlechteste Schülerin an Frau Grausteins Hexenakademie.

## Englische Bücher
1974 erschien The Worst Witch, mit Illustrationen der Autorin, bei Allison & Busby, London. Bis 2013 erschienen insgesamt sieben Bücher der Reihe, von denen jedes ein Schulhalbjahr beschreibt. Im Interview gibt die Autorin an, dass sie selbst die Vorlage für die kleine Hexe war.
- The Worst Witch, 1974
- The Worst Witch Strikes Again, 1980
- A Bad Spell for the Worst Witch, 1982
- The Worst Witch All at Sea, 1993
- The Worst Witch Saves the Day, 2005
- The Worst Witch to the Rescue, 2007
- The Worst Witch and the Wishing Star, 2013

## Deutsche Übersetzungen

### Ab 1982
Erstmals auf Deutsch gab es The Worst Witch Anfang der 1980er-Jahre, im Ravensburg Lesen und Freizeit Verlag: 1982 erschien Alle Hexen fangen klein an in der Übersetzung von Ilse Strasmann (ISBN 978-3-88884-008-1), 1983 Verwünschte kleine Hexen, ebenfalls 1983 Kleine Hexen – Große Sprünge (ISBN 3-88884-042-2).

### Ab 2002
Zwischen 2002 und 2017 erschien die Buchreihe – mit Titeln, die sich ans englische Original anlehnen – bei Diogenes, Band 1–6 übersetzt von Ursula Kösters-Roth, Band 7 übersetzt von Jenny Merling. Die komplette Reihe erschien 2017 zudem als E-Book.
- Eine lausige Hexe (ISBN 978-3-257-00873-9).[5]
- Eine lausige Hexe zaubert weiter (2003, ISBN 978-3-257-00895-1)
- Eine lausige Hexe hat viel Pech (2003, ISBN 978-3-257-01103-6)
- Eine lausige Hexe fliegt ans Meer (2003, ISBN 978-3-257-01104-3)
- Die lausige Hexe löst den Bann (2007, ISBN 978-3-257-01122-7)
- Eine lausige Hexe eilt zu Hilfe (2010, ISBN 978-3-257-01149-4)
- Eine lausige Hexe wünscht sich was (2017, ISBN 978-3-257-01205-7).

Die Titel dieser Veröffentlichung der Buchreihe sind teilweise auch als Hörbücher vertont worden.